# Regiunile Suediei

Cele trei regiuni ale Suediei

Regiunile Suediei (Sveriges landsdelar) sunt trei părți tradiționale ale țării, în esență trei conglomerate de provincii din Suedia. Aceste regiuni nu au funcții administrative și nu sunt desemnate oficial ca nivel de subdiviziune a țării.

## Subdiviziuni
- Götaland (Gothenland sau Gothia) este partea sudică, cea mai dens populată, consistând din 10 provincii.
- Svealand (Swealand) este partea centrală, denumită după Suedia proprie⁠(en)[traduceți] istorică, care e cea mai mică din cele trei părți și are provincii; capitala și centrul administrativ al Suediei este situat aici începând cu Evul Mediu.
- Norrland este partea nordică și cea mai mare dintre cele trei părți, acoperind 60 % din teritoriul Suediei și având nouă provincii. Cele mai nordice trei provincii sunt uneori numite Övre Norrland, iar restul Nedre Norrland.

Aceste trei regiuni ale țării sunt utilizate în buletinele meteo, și, prin urmare hotarele lor pot fi văzute zilnic la televiziune și pe hărțile meteorologice din presă. Însă, aceste regiuni nu au nicio funcție administrativă și nici stemă.
| Regiune  | Populație (2005) | Suprafață (km²) | Număr de provincii | Provincii |
| -------- | ---------------- | --------------- | ------------------ | --- |
| Götaland | 4.351.658        | 97.841          | 10                 | Scania, Blekinge, Halland, Småland, Öland, Gotland, Östergötland, Västergötland, Dalsland și Bohuslän        |
| Svealand | 3.539.944        | 91.098          | 6                  | Södermanland, Uppland, Västmanland, Närke, Värmland și Dalarna                                               |
| Norrland | 1.156.150        | 261.292         | 9                  | Gästrikland, Hälsingland, Härjedalen, Jämtland, Medelpad, Ångermanland, Västerbotten, Norrbotten și Lappland |

## Istoric

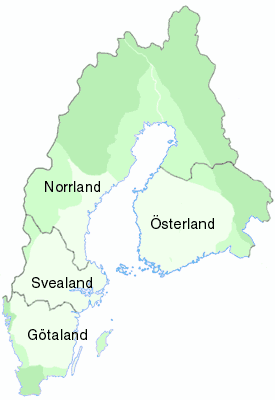
Fostele regiuni ale Suediei

În cursul istoriei, Suedia a fost divizată în patru regiuni: Götaland, Svealand, Norrland și Österland. 
- Österland (literalmente Pământurile estice)este denumirea veche pentru Finlanda sudică.

- Norrlandul istoric cuprindea și teritoriile anexate de la nord și din ambele părți ale Golfului Botnic.

După războiul ruso-suedez din 1808–1809, Suedia a cedat părțile estice Rusiei, acestea devenind Marele Ducat al Finlandei în Imperiul Rus, Norrland fiind împărțit între cele două state.